# Карімата
Карімата (індонез. Selat Karimata) — протока між островами Калімантан і Белітунг в Індонезії, з'єднує Південнокитайське і Яванське моря. Найменша ширина близько 210 км, глибина до 36 м. Багато дрібних островів і коралових рифів.